# کاهش واکه‌ای
در آواشناسی، کاهش واکه‌ای (انگلیسی: Vowel reduction) به هریک از تغییرات مختلفی در کیفیت صوتی واکه‌ها گفته می‌شود که مرتبط با تغییرات تکیه، رسایی، کشش، بلندی، تولید یا جایگاه در کلمه (مثلاً برای زبان کریک) هستند و نیز که به عنوان «تضعیف» تلقی می‌شوند. این فرایند اغلب واکه‌ها را همچنین کوتاه‌تر می‌کند.
اینطور واکه‌ای ممکن است که کاهش‌یافته یا ضعیف خطاب بشود. برعکس آن، یک واکه کاهش‌نیافته ممکن است بم یا قوی توصیف شود.